# Pentling
Pentling je obec v německé spolkové zemi Bavorsko, v zemském okrese Řezno ve vládním obvodu Horní Falc.
V roce 2014 zde žilo 5 916 obyvatel.

## Poloha
Sousední obce jsou: Bad Abbach, Kelheim, Obertraubling, Řezno (Regensburg), Sinzing a Thalmassing.